# Економічні відносини третіх країн з Європейським Союзом
Європейський Союз має низку відносин з іноземними державами. Згідно з офіційним сайтом Європейського Союзу та заявою комісара Гюнтера Ферхойгена, метою є створення кільця країн, які поділяють демократичні ідеали ЄС та приєднуються до них у подальшій інтеграції, не обов’язково стаючи повноправними державами-членами.

## ЄАВТ та ЄЕЗ
Європейська асоціація вільної торгівлі (ЄАВТ) була створена, щоб дозволити європейським країнам брати участь у зоні вільної торгівлі з меншою інтеграцією, як у Європейських Співтовариствах (пізніше Європейський Союз). Більшість країн, які спочатку входили до ЄАВТ, з тих пір приєдналися до самого ЄС, тому лише чотири залишилися поза межами: Норвегія, Ісландія, Ліхтенштейн та Швейцарія.
Угода про Європейську економічну зону (ЄЕЗ) дозволяє Норвегії, Ісландії та Ліхтенштейну мати доступ до внутрішнього ринку ЄС і навпаки. Застосовуються чотири основні свободи (товари, послуги, люди та капітал). Проте існують певні обмеження щодо рибальства та сільського господарства.

### Норвегія
Норвегія є членом ЄЕЗ, тому бере участь у єдиному ринку, а більшість законів ЄС є частиною норвезького законодавства. Норвегія підписала Шенгенську угоду, що означає, що прикордонний контроль більше не проводиться.

### Ісландія
Як і Норвегія, Ісландія приєдналася до ЄЕЗ і вважається частиною єдиного європейського ринку. Ісландія також підписала Шенгенську угоду. У 2009 році Ісландія подала заявку на вступ до Союзу, але ця заявка була суперечливою, і уряд Ісландії відкликав її у 2015 році.

### Ліхтенштейн
Ліхтенштейн приєднався до ЄЕЗ у 1995 році і бере участь у Єдиному Європейському ринку.

### Швейцарія
Швейцарський референдум про приєднання до ЄЕЗ у 1992 році провалився, тому швейцарська продукція не бере участі в єдиному європейському ринку. Проте країна уклала з Союзом дві серії двосторонніх угод. Перша серія, Двосторонні угоди I, складається з семи двосторонніх угод і була підписана в 1999 році (набула чинності в 2001 році), основна частина – вільне пересування людей (повний текст угоди [Архівовано 6 лютого 2007 у Wayback Machine.]). Друга серія, Двосторонні угоди II, стосується дев'яти сфер і була підписана в 2004 році (набула повної чинності 30 березня 2005 року) і включає Шенгенську угоду та Дублінську конвенцію (повний текст угоди [Архівовано 4 лютого 2007 у Wayback Machine.]) (офіційний прес-реліз [Архівовано 8 серпня 2011 у Wayback Machine.]).

## Пов'язані з єврозоною
Є країни, які, хоча і не є офіційними членами єврозони, все ще використовують євро як законну або фактичну валюту через офіційні угоди з ЄС. Це європейські мікродержави, які значною мірою економічно залежать від своїх більших сусідів – членів єврозони.
- Сан-Марино: Сан-Марино не є членом ЄС, але має спеціальну угоду з Італією про карбування обмеженої кількості монет лір . З переходом на євро угода була оновлена, щоб Сан-Марино міг карбувати певні монети євро, які можна використовувати в усій єврозоні.
- Ватикан: держава Ватикан не є частиною ЄС, але, як і Сан-Марино, існує угода карбувати власні монети євро (з обмеженою кількістю), які є законним платіжним засобом у єврозоні.
- Монако: Монако не є членом ЄС, але стягується французький ПДВ. Держава Монегаски мала спеціальну угоду з Францією (а тепер і з ЄС) карбувати власну монету євро, яка є законним платіжним засобом у всій єврозоні.

Деякі інші країни в односторонньому порядку вирішили використовувати євро, не маючи наразі офіційної угоди з ЄС.

## Митні союзи
Деякі країни перебувають у митному союзі з ЄС. Це:
- Туреччина (крім сільськогосподарської продукції; з 1996 р.)
- Андорра (крім сільськогосподарської продукції; з 1991 р.)
- Сан-Марино (підписано в 1991 році і діє з 2002 року)

## Угоди про вільну торгівлю Європейського Союзу

Угоди ЄС про вільну торгівлю
Європейський Союз
Угода чинна
Угода тимчасово застосовується
Угода підписана, але не застосовується
Угода парафована, не підписана
Угода переговорна
Переговори щодо угоди призупинено/призупинено
Немає угоди, немає офіційних переговорів

ЄС уклав угоди про вільну торгівлю з багатьма країнами світу і веде переговори з іншими через Процес стабілізації та асоціації, Угоди про асоціацію та Угоди про економічне партнерство.

## Європейська політика сусідства

Країни-сусіди ЄС:
Європейський Союз
Офіційні кандидати
Європейська політика сусідства
Східне партнерство
Південна група
Інші країни Середземноморського Союзу

Охоплює Марокко, Алжир, Туніс, Лівію, Єгипет, Йорданію, Ліван, Сирію, Ізраїль, Палестинську автономію, Молдову, Україну, Грузію, Вірменію, Азербайджан, Білорусь та Росію (через формування спільних просторів).
Згідно з офіційним сайтом Європейського Союзу, метою Європейської політики сусідства (ЄПС) є поділитися перевагами розширення ЄС у 2004 році з сусідніми країнами. Він також покликаний запобігти появі нових ліній розмежування між розширеним ЄС та його сусідами. Бачення – це кільце країн, які втягнуться в подальшу інтеграцію, але не обов’язково стають повноправними членами Європейського Союзу. Вперше цю політику окреслила Європейська комісія в березні 2003 року. Охоплені країни включають усі узбережжя Середземного моря Африки та Азії, а також європейські держави СНД (за винятком Росії та Казахстану) на Кавказі та Східній Європі. Росія наполягала на створенні чотирьох спільних просторів ЄС-Росія замість участі в ЄПС. Міністерство закордонних справ Казахстану висловило зацікавленість у ЄПС. [Архівовано 28 липня 2007 у WebCite]  Деякі депутати Європарламенту також обговорили включення Казахстану до ЄПС.
Європейський інструмент сусідства (ENI) набув чинності в 2014 році. Це фінансова частина Європейської політики сусідства, зовнішньої політики ЄС щодо своїх сусідів на Сході та Півдні. Його бюджет становить 15,4 мільярда євро, і основну частину фінансування забезпечує за допомогою низки програм. ENI, що діє з 2014 по 2020 рік, замінює Європейський інструмент сусідства та партнерства, відомий як ЄІСП.
Євро-середземноморське партнерство або Барселонський процес – це широка структура політичних, економічних і соціальних відносин між державами-членами ЄС та країнами Південного Середземномор’я. Він був започаткований 27–28 листопада 1995 року на конференції міністрів закордонних справ, що відбулася в Барселоні. Крім 27 країн-членів Європейського Союзу, «середземноморськими партнерами», що залишилися, є всі інші середземноморські країни без Лівії (яка має «статус спостерігача» з 1999 року). З моменту створення Європейського інструменту сусідства та партнерства у 2007 році ініціатива Євро-середземноморського партнерства стане повністю частиною ширшої Європейської політики сусідства. Угоди про асоціацію, підписані із середземноморськими державами, спрямовані на створення євро-середземноморської зони вільної торгівлі.

## Програми фінансової співпраці та допомоги

### На бюджетний період 2000–2006 роки

#### Програма CARDS
CARDS, скорочення від «Допомога громади для реконструкції, розвитку та стабілізації», було засновано 5 грудня 2000 року згідно з постановою Ради № 2666/2000.
Його сферою дії є країни Західних Балкан (Албанія, Боснія і Герцеговина, Косово, Македонія, Чорногорія та Сербія). Більш широка мета програми – підтримати ці країни в процесі стабілізації та асоціації.

#### Програма TACIS
Програма TACIS, заснована в 1991 році, була програмою технічної допомоги, яка підтримує процес переходу до ринкової економіки для 11 країн СНД і Грузії. До 2003 року Монголія також була включена в програму, але тепер вона охоплена програмою ALA.

#### Програма MEDA
Програма MEDA була основним фінансовим інструментом для реалізації Євро-Середземноморського партнерства, пропонуючи заходи технічної та фінансової підтримки для супроводу реформування економічних і соціальних структур у країнах-партнерах Середземномор'я.
Перша програма MEDA була створена на період 1995–1999 років. У листопаді 2000 року новим положенням було встановлено MEDA II на період 2000–2006 років.

#### Програма ACP
ACP означає «Африка, Кариби та Тихий океан». Програма поширюється на 71 країну, серед яких усі африканські країни, за винятком середземноморських країн Північної Африки (охоплюються програмою MEDA вище). Зараз на АКТ поширюється Угода з Котону, яка замінює Ломейську конвенцію.
Зовнішні посилання: Країни АКТ на офіційному сайті ЄС

#### Програма ALA
ALA, що означає «Азія та Латинська Америка» — це програма фінансової допомоги та співпраці з цими регіонами.

### На бюджетний період 2007–2013 роки
- ENPI, що означає «Європейський інструмент сусідства та партнерства». Це фінансовий інструмент, який охоплює країни ЄПС. Росія також охоплена ЄІСП (вона вирішила не брати участі в Європейській політиці сусідства (ЄПС) і обрала формально різні, але практично подібні спільні простори ЄС-Росія. Через це є частиною «Партнерства» ЄІСП). Тому ENPI об’єднує колишню MEDA (оскільки всі її нинішні бенефіціари є державами ЄПС) та європейську частину колишньої структури TACIS.[3] Інформаційний центр ЄІСП був запущений у січні 2009 року Європейською комісією, щоб висвітлити відносини між ЄС та його сусідами.
- Інструмент попереднього вступу замінює колишні програми розширення Phare, SAPARD і ISPA і CARDS (теперішні країни-бенефіціари CARDS були переміщені до сегмента політики розширення як «потенційні країни-кандидати»).
- Інструмент співробітництва в галузі розвитку та економічного співробітництва охоплює всі країни, території та регіони, які не мають права на допомогу в рамках PAI або ENPI ( Азія, включаючи Центральну Азію, Латинську Америку, Африку, Карибський басейн і Тихий океан ). Таким чином він замінить ALA, ACP та решту TACIS.
- Горизонтальними інструментами, які охоплюють країни незалежно від їх регіону, є:
  - Інструмент стабільності, новий інструмент для подолання криз і нестабільності в третіх країнах і вирішення транскордонних проблем, включаючи ядерну безпеку та нерозповсюдження, боротьбу з торгівлею людьми, організованою злочинністю та тероризмом.
  - До інструменту гуманітарної допомоги додається продовольча допомога.
  - Макрофінансова допомога залишиться незмінною.

## Економічна варіація
Нижче наведено таблицю та три графіки, що показують відповідно ВВП (ППС), ВВП (ППС) на душу населення та ВВП (номінальний) на душу населення для деяких третіх країн, з якими має відносини Європейський Союз. Це можна використовувати як приблизний показник відносного рівня життя в державах-членах.
Таблиця відсортована за ВВП (ППС) на душу населення, щоб показати відносний рівень економічного розвитку різних країн. Довідкові значення для середнього, найвищого та найнижчого показників ЄС включені.
| Третя країна                                | ВВП (ППС) мільйони міжнар. доларів | ВВП (ППС) на душу населення міжнар. доларів | ВВП (номінальний) на душу населення міжнар. доларів |
| Європейська економічна зона:                | Європейська економічна зона:       | Європейська економічна зона:                | Європейська економічна зона:                        |
| ------------------------------------------- | ---------------------------------- | ------------------------------------------- | --------------------------------------------------- |
| Люксембург (Найвищий показник по ЄС)        | 38,808                             | 78,395                                      | 104,512                                             |
| Європейський Союз (Середній показник по ЄС) | 14,793,000                         | 29,729                                      | 33,052                                              |
| Болгарія (Найнижчий показник по ЄС)         | 90,869                             | 12,067                                      | 6,722                                               |
| Ісландія                                    | 12,148                             | 38,022                                      | 37,976                                              |
| Ліхтенштейн                                 | 4,160                              | 122,100                                     | 113,210                                             |
| Норвегія                                    | 259,054                            | 52,964                                      | 88,590                                              |
| Європейська асоціація вільної торгівлі:     |                                    |                                             |                                                     |
| Швейцарія                                   | 314,869                            | 43,007                                      | 69,838                                              |
| Європейські мікродержави:                   |                                    |                                             |                                                     |
| Ватикан унікальна некомерційна економіка    | 252                                | 273,615                                     | no data                                             |
| Сан-Марино                                  | 1,170                              | 35,928                                      | 44,208                                              |
| Монако                                      | 4,888                              | 65,928                                      | 88,761                                              |
| Андорра                                     | 4,220                              | 44,900                                      | 34,240                                              |
| Подальше розширення Європейського Союзу:    |                                    |                                             |                                                     |
| Албанія                                     | 40,151                             | 13,991                                      | 5,373                                               |
| Боснія та Герцеговина                       | 49,794                             | 14,220                                      | 5,742                                               |
| Косово (згідно з РБ ООН 1244)               | 23,524                             | 13,017                                      | 4,649                                               |
| Чорногорія                                  | 12,516                             | 20,074                                      | 8,749                                               |
| Північна Македонія                          | 34,267                             | 16,486                                      | 6,096                                               |
| Сербія                                      | 137,126                            | 19,767                                      | 7,992                                               |
| Туреччина                                   | 2,346,000                          | 28,264                                      | 8,958                                               |
| Європейська політика сусідства:             |                                    |                                             |                                                     |
| Ізраїль                                     | 158,350                            | 23,416                                      | 18,266                                              |
| Лівія                                       | 67,244                             | 11,630                                      | 6,699                                               |
| Росія                                       | 1,575,561                          | 11,041                                      | 5,369                                               |
| Туніс                                       | 83,673                             | 8,255                                       | 2,978                                               |
| Білорусь                                    | 75,217                             | 7,711                                       | 3,031                                               |
| Алжир                                       | 237,684                            | 7,189                                       | 3,086                                               |
| Україна                                     | 338,486                            | 7,156                                       | 1,727                                               |
| Ліван                                       | 24,420                             | 6,681                                       | 6,033                                               |
| Йорданія                                    | 27,960                             | 4,825                                       | 2,219                                               |
| Азербайджан                                 | 38,708                             | 4,601                                       | 1,493                                               |
| Морокко                                     | 135,742                            | 4,503                                       | 1,725                                               |
| Єгипет                                      | 305,255                            | 4,317                                       | 1,316                                               |
| Вірменія                                    | 14,167                             | 4,270                                       | 1,137                                               |
| Сирія                                       | 71,736                             | 3,847                                       | 1,418                                               |
| Грузія                                      | 15,498                             | 3,616                                       | 1,493                                               |
| Молдова                                     | 8,563                              | 2,374                                       | 825                                                 |
| Палестина                                   | 2,568                              | 660                                         | no data                                             |

Джерело: CIA World Factbook, МВФ